# 稅式支出
稅式支出（英語：tax expenditure）是政府除實際直接的支出外，因提供租稅優惠而損失的收益，此詞由美國學者沙瑞（Stanley S. Surrey）首先使用。又此種支出並不表現在政府的預算書上，故稱為「看不見的預算」。
近年來各國政府已普遍利用稅式支出的方式來達成某些特殊的經濟目的或落實社會福利政策，但是過多的稅式支出會造成政府稅收的實際損失，且租稅優惠取消所受到的阻力較大，不合時宜的稅式支出會降低效益，造成資源的浪費。